# Obsonville
Obsonville ist eine französische Gemeinde mit 120 Einwohnern (Stand: 1. Januar 2022) im Département Seine-et-Marne in der Region Île-de-France. Sie gehört zum Arrondissement Fontainebleau und zum Kanton Nemours. Die Einwohner werden Obsonvillois beziehungsweise Obsonvilloises genannt.

## Geographie
Obsonville liegt 13 Kilometer südwestlich von Nemours, acht Kilometer östlich von Puiseaux und 16 Kilometer südöstlich von Le Malesherbois.
| Burcy | Garentreville |             |
|       | Kompass       |             |
| Ichy  |               | Aufferville |

## Sehenswürdigkeiten

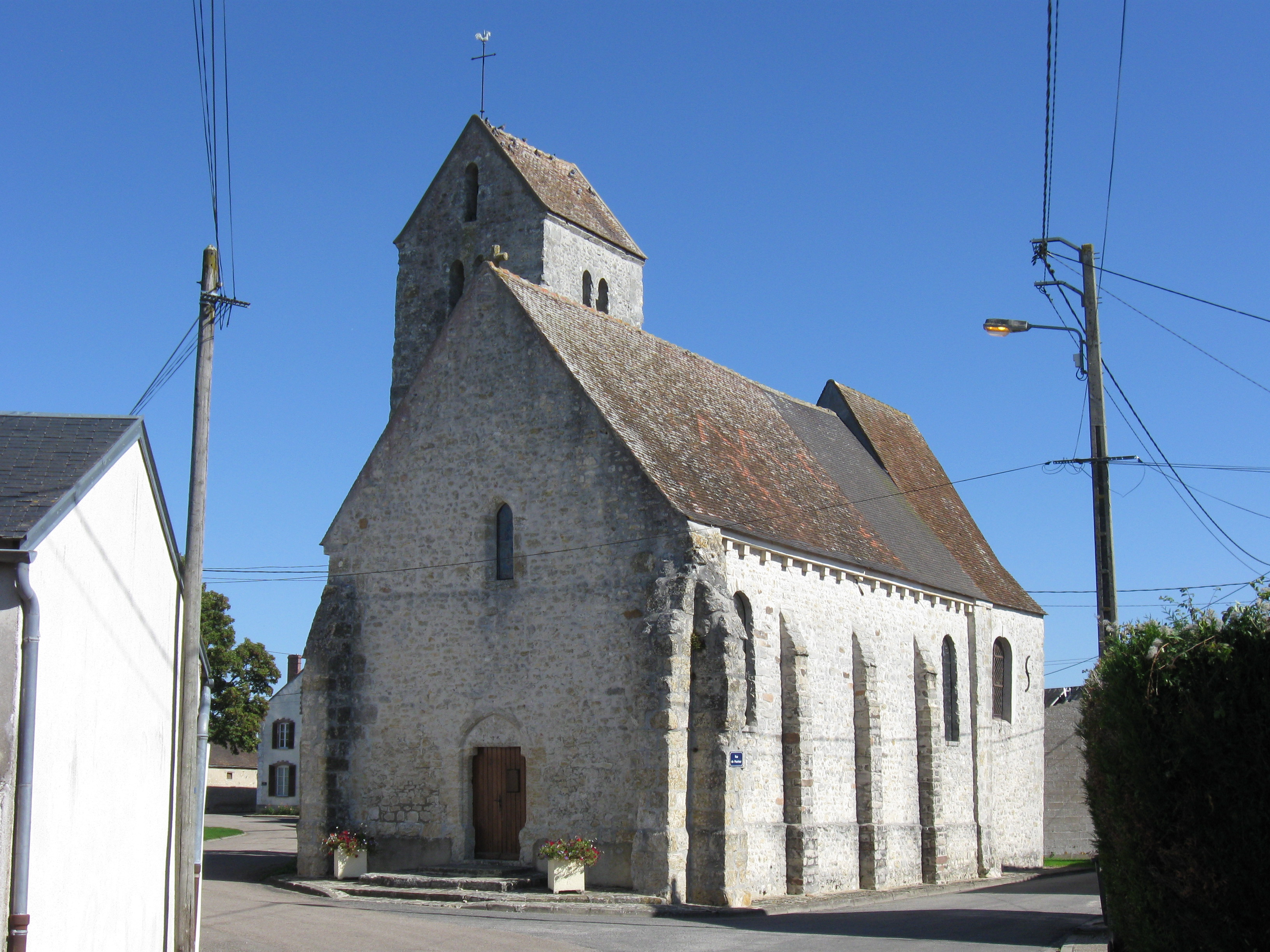
Kirche Saint-Vincent-de-Paris

- Kirche Saint-Vincent-de-Paris